# Lettomanoppello
Lettomanoppello är en ort och kommun i provinsen Pescara i regionen Abruzzo i Italien. Kommunen hade 2 874 invånare (2018).